# Sara Algotsson Ostholt
Sara Anneli Algotsson Ostholt (ur. 8 grudnia 1974) – szwedzka jeźdźczyni sportowa. Srebrna medalistka olimpijska z Londynu.
Zawody w 2012 były jej drugimi igrzyskami olimpijskimi - debiutowała w 2004 w Atenach. Startuje we Wszechstronnym Konkursie Konia Wierzchowego. W Londynie odniosła największy sukces w karierze, indywidualnie zajmując drugie miejsce. Startowała na koniu Wega. Jej siostra Linda także startuje w jeździectwie. Jej mężem jest niemiecki jeździec Frank Ostholt.